# Фидер риболов
Фидер риболов је техника дубинског риболова коришћењем хранилице за примаму углавном Мрене, Деверике, Бабушке (Сребрног Караша) и Шарана. Ова техника је омиљена риболовцима који воле активан риболов, пошто уз добар избор хране и мамаца омогућава улов већих количина, а такође и већих примерака рибе. 

## Фидер штапови
Штапови су препознатљиви по врховима који су обојени изражајном бојом, а уједно имају различиту савитљивост тј. осетљивост. Израђени су од карбона или фибергласа, те су из тог разлога прилично осетљиви и омогућавају лако уочавање присуства рибе на удици. При избору штапа за Фидер риболов битни су елементи као што су тежина хранилице, тип реке на којој се пеца, јер постоје различите врсте штапова разврстане по својој јачини и дужини. Фидер штап за брзе реке треба да буде јак и обично се користе јаки/екстра јаки (Heavy / Extra Heavy). За спорије реке препорука је коришћење средњих/средње јаких (Medium / Medium/Heavy) штапови. За стајаће воде препорука је коришћење средњих (Medium) штапова.

## Фидер хранилице
Служе за константну примаму рибе и постоје у разноразним облицима. За риболов на рекама користе се углавном спиралне или округле хранилице које могу несметано да се крећу по дну. Коцкасте и затворене хранилице углавном се користе при риболову на језерима и барама. Постоје различите тежине хранилица и по потреби се бира тежина у зависности који се штап користи, дубина и локација на којој се пеца. Код нас се углавном користе ова три типа хранилица.

### Кавезне хранилице
Сам назив каже да је у питању хранилица израђена од пластичне или металне мреже у облику кавеза. Постоје хранилице са отежањем у виду олова и без отежања. Оне које су без отежања углавном налазе примену у иницијалној прихрани, тачније при бацању веће количине примаме на почетку риболова. Уједно кавезне хранилице намењене су за примаму ситне гранулације и најзаступљеније су на нашим риболовним водама.

### Затворене хранилице
Овај тип хранилице је углавном израђен од пластике и затворен је са обе стране чеповима уз присутне ситније отворе. Примену налазе код коришћења живе примаме попут црвића, ларви, глиста итд.

### Метод хранилице
У питању је претежно шаранска хранилица на коју је могуће стављање примаме крупније гранулације, разно зрневље, комади боила и пелета. Такође, могуће је и коришћење ситније гранулације примаме. Кроз метод хранилицу пролази цевчица кроз коју се провлаче струна или најлон.
- Све реке Србије
- Шаран
- Деверика
- Бабушка
- Мрена